# Kabelovergangsstation
En kabelovergangsstation eller blot overgangsstation er et elektroteknisk anlæg hvor en elektrisk højspændingsforbindelse føres fra luftledninger til jordkabler. Overgangsstationer er normalt indhegnede da der er højspænding i lav højde.
En overgangsstation på en 400 kV højspændingsforbindelse kan have et areal på 5000 m².
Ved højspændingsforbindelser er det almindeligt at størstedelen af forbindelsen føres med luftledninger, men at de på kortere strækninger føres gennem jord- eller søkabler i områder hvor luftledninger ville medføre særlig høj miljøpåvirkning. Ved sådanne overgange anlægges overgangsstationer.
I Danmark indgik VK-regeringen og alle partier i Folketinget på nær Enhedslisten i 2008 en energiaftale, som bl.a. betød at 400 kV-højspændingsnettet skulle forskønnes ved øget kabellægning på strækninger med særlig høj miljøpåvirkning. Dette betyder et øget behov for overgangsstationer.